# Angleichstudium
Beim Angleichstudium handelt es sich um eine besondere Form des Studiums, mit dem es Absolventen eines Bachelorstudiengangs ermöglicht wird, in einem (konsekutiven) Masterstudiengang zu studieren, auch wenn der für das Masterstudium geforderte Mindestumfang an ECTS-Leistungspunkten aus dem Erststudium (i. d. R. Bachelorstudiengang) nicht nachgewiesen werden kann. Hierdurch können z. B. Studierende, die einen 6-semestrigen Bachelorstudiengang mit 180 ECTS-Leistungspunkten absolviert haben, ihr Studium in einem 3-semestrigen Masterstudiengang mit 90 ECTS-Leistungspunkten fortsetzen und über das Angleichstudium dennoch den gemäß Vorgaben der KMK erforderlichen Mindestumfang von 300 ECTS-Leistungspunkten für das Masterniveau nachweisen. Das Angleichstudium schließt somit die Lücke zwischen dem Bachelor- und dem Masterstudiengang.

## Verbreitung
Das Studienmodell „Angleichstudium“ wurde von der Hochschule Bochum entwickelt und im Jahr 2010 im Bereich Architektur erstmals erfolgreich akkreditiert. Es findet unter dem Namen „Bochumer Modell“ mittlerweile an vielen anderen Hochschulen Anwendung, insbesondere in Nordrhein-Westfalen.

## Gestaltung
Studierende, die den geforderten Mindestumfang an ECTS-Leistungspunkten aus dem Erststudium nicht nachweisen können, werden beim Angleichstudium dennoch in den angestrebten Masterstudiengang eingeschrieben. Sie erhalten häufig die Auflage, bis zur Anmeldung ihrer Master-Abschlussarbeit die i. d. R. fehlenden 30 ECTS-Leistungspunkte nachzuweisen. In der betreffenden Prüfungsordnung sind ggf. andere Fristen und weitere Einzelheiten festgelegt. Für das Angleichstudium wird meistens ein Zeitfenster von einem Semester zur Verfügung gestellt, in dem den Studierenden von der Hochschule konkrete Lehrveranstaltungen, Kurse oder Projektarbeiten angeboten werden, damit die fehlenden ECTS-Leistungspunkte nicht parallel zum Masterstudium nachgeholt werden müssen.